# Ворона (зупинний пункт)
Воро́на — пасажирський залізничний зупинний пункт Івано-Франківської дирекції Львівської залізниці розташований на одноколійній неелектрифікованій лінії Хриплин — Коломия.
Розташований у селі Ворона Коломийського району Івано-Франківської області між станціями Марківці (6 км) та Отиня (4 км).
На зупинному пункті зупиняються приміські поїзди.